# Idioma taparita
El taparita es una lengua muerta de la región de Los Llanos en Venezuela.